# Honfi Károly
Honfi Károly (Pesterzsébet, 1930. október 25. – Budapest, 1996. augusztus 14.) Maróczy-díjas magyar sakkozó, nemzetközi nagymester, levelezési nemzetközi mester és mesteredző, sakkolimpikon, csapatban Európa-bajnoki ezüst- és háromszoros bronzérmes.
Felesége Honfi Károlyné, Gurszky Lujza (1933–2010) szintén sakkozó volt, női nemzetközi mester, sakkolimpiai ezüstérmes, magyar bajnok.

## Pályafutása
1948-ban a zuglói Szent István Gimnáziumban érettségizett.
60-szoros magyar válogatott, az 1960-as 1970-es években és az 1980-as évek elején a magyar sakkozás egyik meghatározó alakja, Verőci Zsuzsa női világbajnokjelöltünk és a női csapat edzője. Levelezési sakkban 40-szeres válogatott.
A magyar bajnokság döntőjében 1958-ban második, 1965-ben 2–3. helyezést ért el.
Háromszor nyerte meg Budapest sakkbajnokságát (1961, 1981, 1982).
1991–1993 között három alkalommal vett részt a szenior világbajnokságon, és mindhárom alkalommal az első 10 helyezett között végzett.
1962-ben szerezte meg a nemzetközi mesteri címet. 1966-ban magyar nagymesteri címet kapott. 1996 szeptemberben a FIDE posztumusz nemzetközi nagymesteri címet adományozott neki.
Legmagasabb Élő-pontszáma az 1974 májusban elért 2470 pont volt, amellyel akkor a magyar ranglistán a 10–11. helyen állt. A Chessmetrics számításai szerint legmagasabb pontértéke 2594 volt, amelyet 1976 áprilisban ért el. 1966 márciusban a világranglista 80. helyén állt.

### Csapatban elért eredményei
Az 1958-as és az 1962-es sakkolimpián tagja volt a magyar válogatottnak. Ez utóbbi alkalommal a csapat 5. helyezést ért el.
Az 1958–1961 között zajló III. Levelezési sakkolimpián a magyar válogatott csapat tagjaként ezüstérmet szerzett.
A sakkcsapat Európa-bajnokságokon a magyar válogatott tagjaként egy ezüst (1970) és három bronzérmet szerzett (1961, 1965, 1973). Egyéni teljesítménye 1965-ben a mezőnyben a 2., 1961-ben a 3. legjobb volt.
A Bajnokcsapatok Európa Kupájában (BEK) a Budapesti Spartacus csapatával 1976-ban a 3. helyezést érték el.

### Legfontosabb versenyeredményei
- 1958. München: az olimpiai csapat tagja
- 1958. XIV. Magyar Bajnokság 2. hely
- 1960. Asztalos-emlékverseny 1–2. hely
- 1961. Oberhausen csapat EB: 3. hely
- 1961. Budapest bajnok
- 1961. Rusze: 1. hely
- 1958-61. III. Levelezési Sakkolimpia 2. hely
- 1962. Várna: az olimpiai csapat tagja, 5. hely
- 1965. Hamburg csapat EB: 2–3. hely
- 1965. XXI. Magyar Bajnokság 2–3. hely
- 1965. Asztalos-emlékverseny, 2–3. hely
- 1966/67. Reggio Emilia 3–4. hely
- 1967. Cacak 2. hely
- 1967. Monaco 3. hely
- 1968. Monaco 1. hely
- 1969. Wijk aan Zee 3. hely
- 1969. Cacak 1. hely
- 1970. Kapfenberg csapat EB 2. hely
- 1970. Tóth László emlékverseny 1. hely
- 1970. Moszkva 3–4. hely
- 1970. Wijk Aan Zee 3–4. hely
- 1972. Temesvár 1–2. hely
- 1973. Bath csapat EB 3. hely
- 1973. Bebrits emlékverseny 1. hely
- 1973. Bern 1. hely
- 1974. Bern 1–4. hely
- 1974. Luxemburg 1. hely
- 1975. Tóth László emlékverseny 1. hely
- 1976. Budapest bajnokság 2–4. hely
- 1976. Pécs 1. hely
- 1976. Bécs 3. hely
- 1977. Moszkva csapat EB 2. hely
- 1977. Takács emlékverseny 1–2. hely
- 1979. Baden-Baden 1. hely
- 1979. Rio de Janeiro 2–3. hely
- 1980. Eksjö 2. hely
- 1981. Budapest bajnok
- 1982. Budapest bajnok
- 1982. Statisztika nyílt verseny 1–2. hely
- 1983. Statisztika nyílt verseny 1. hely
- 1983. Liechtenstein 2–5. hely
- 1984. Wrocław 1. hely
- 1985. Wrocław 2–4. hely
- 1989. Vasutas csapat EB 2. hely
- 1991. I. szenior világbajnokság 9. hely
- 1992. II. szenior világbajnokság 9. hely
- 1993. III. szenior világbajnokság 8. hely

## Sakkelméleti munkássága
Tanulmányszerzőként is ismert. A megnyitáselméletben sok újítása ismert főleg a porosz huszárjáték, a spanyol megnyitás, a szicíliai védelem és a francia védelem néhány változatában.

## Díjai, kitüntetései
- Magyar Népköztársaság Sportérdemérem ezüst fokozata (1962) a III. Levelezési sakkolimpián elért 2. helyezésért[8]
- Mesteredzői cím (1979)
- Maróczy-díj (1996) – életművéért

## Könyv
- Honfi György – Négyesi György: Honfi nagymester (1930–1996), (2000) ISBN 9781110147540